# Rezerwat przyrody Skołczanka
Rezerwat przyrody Skołczanka – rezerwat przyrody w Tyńcu w Krakowie. Zlokalizowany jest na Dużej Kowodrzy we Wzgórzach Tynieckich, w obrębie Bielańsko-Tynieckiego Parku Krajobrazowego oraz obszaru Natura 2000 Dębnicko-Tyniecki obszar łąkowy. Znajduje się w najbardziej na północ wysuniętej części Wzgórz Tynieckich, przy zjeździe z autostrady A4 na Tyniec.
Jest to rezerwat faunistyczny, częściowy o powierzchni 36,77 ha. Utworzony został w 1957 r. w ówczesnej wsi Tyniec. Obejmuje fragment terenu porośnięty lasem i zespołami ciepłolubnych zarośli, a na ich obrzeżach i polanach występują również murawy piaskowe i kserotermiczne. Chroni las sosnowo-jodłowo-bukowy, roślinność kserotermiczną, a w szczególności około 500 gatunków rzadkich motyli i błonkówek, m.in. skalnik driada. 
Murawy występujące w rezerwacie mają charakter półnaturalny i wymagają prowadzenia czynnych działań ochronnych zapobiegających zarastaniu przez drzewa i krzewy. Stwierdzono tu występowanie m.in. następujących roślin chronionych: dziewięćsił bezłodygowy, bodziszek czerwony, ożanka właściwa, sasanka łąkowa, macierzanka pannońska, rojnik pospolity, konwalia majowa i kopytnik pospolity.
W kwietniu 2010 roku spłonęła część rezerwatu obejmująca zespół muraw i stanowiąca siedlisko skalnika driady.
W południowej części rezerwatu znajdują się dwie zbiorowe mogiły, w których spoczywa około 500 Żydów z okolic Krakowa – ofiar niemieckiego ludobójstwa zamordowanych w lecie 1942 roku.

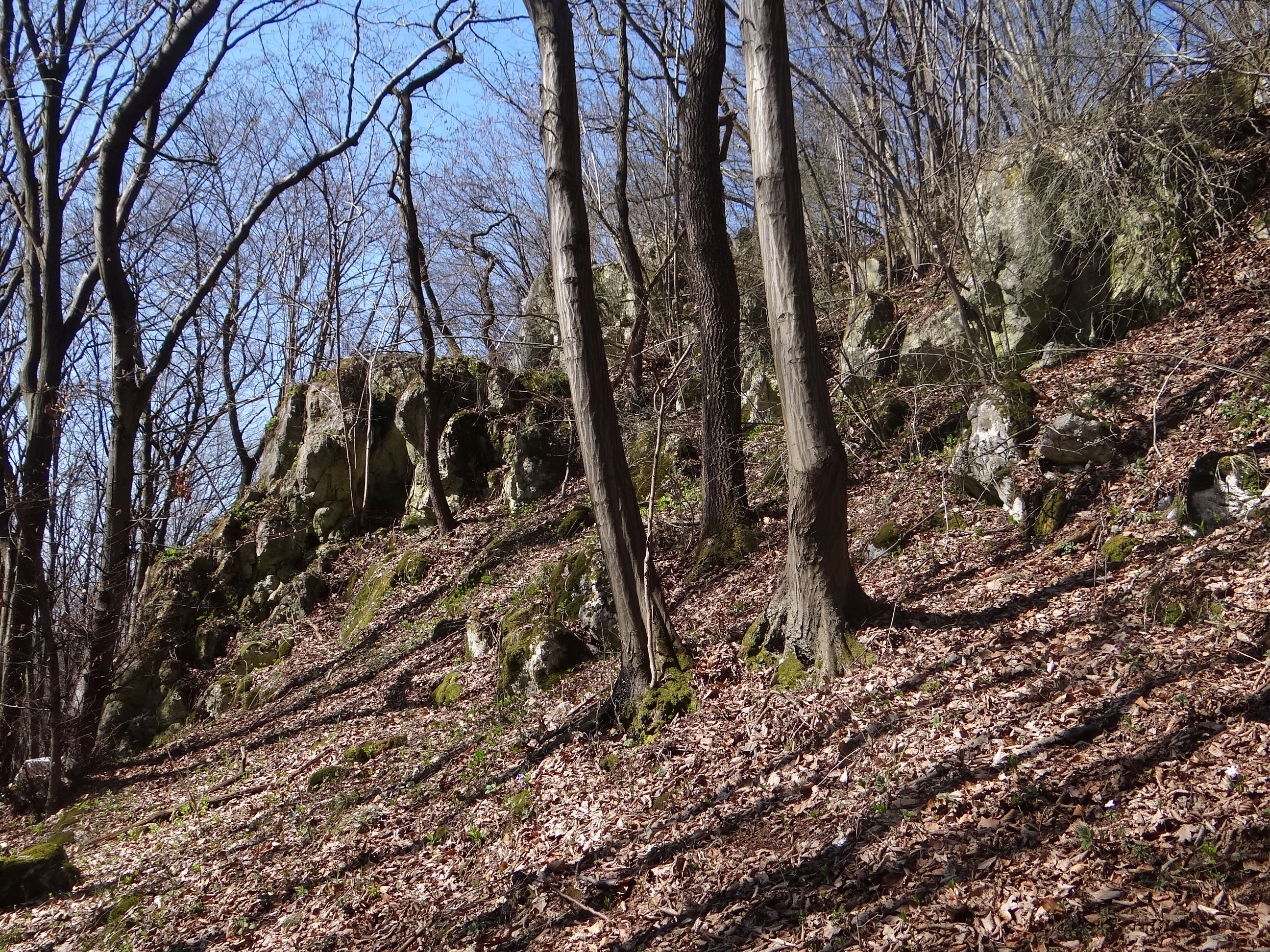
Grzbietowe skałki wapienne
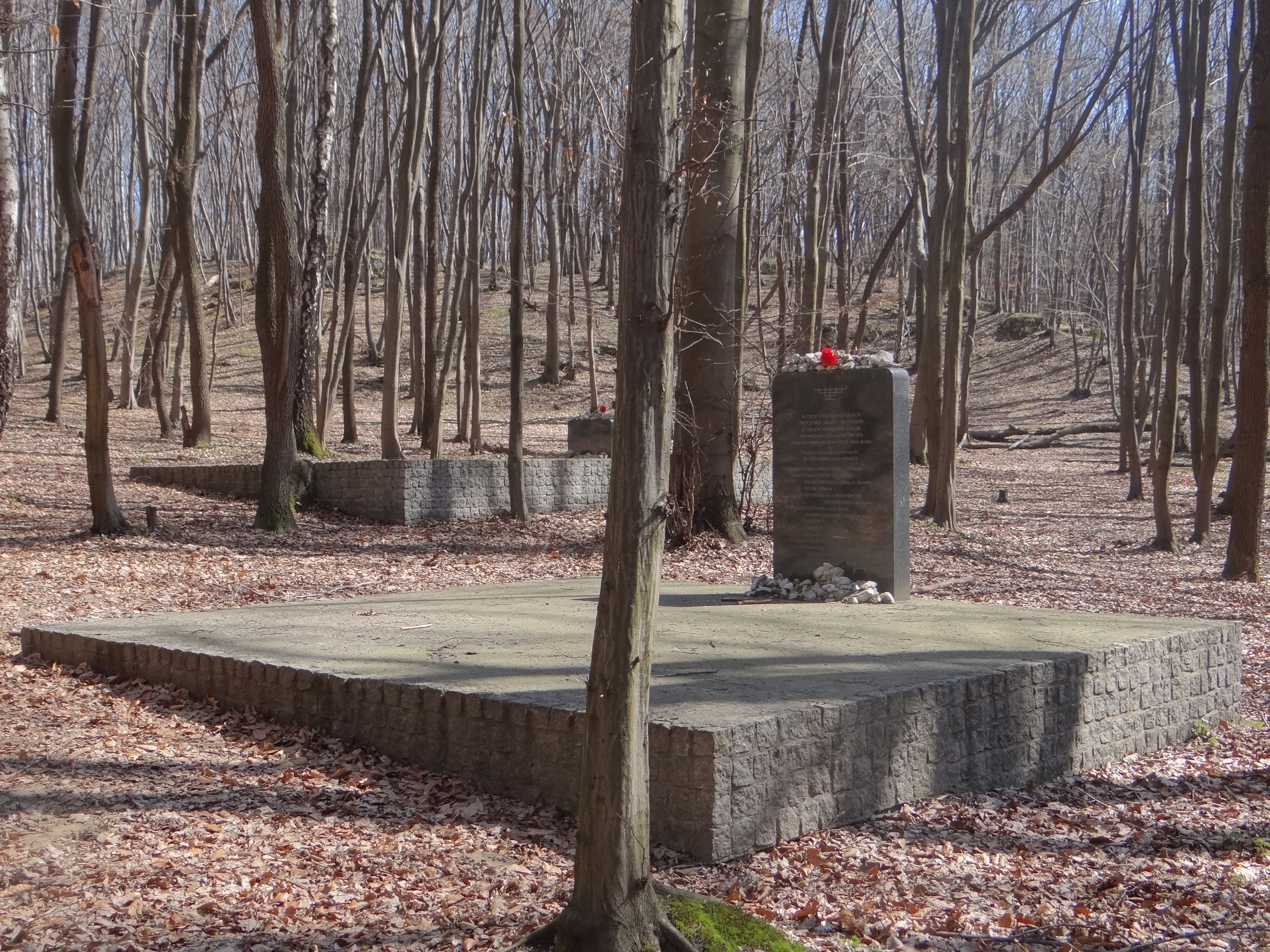
Mogiły żydowskie
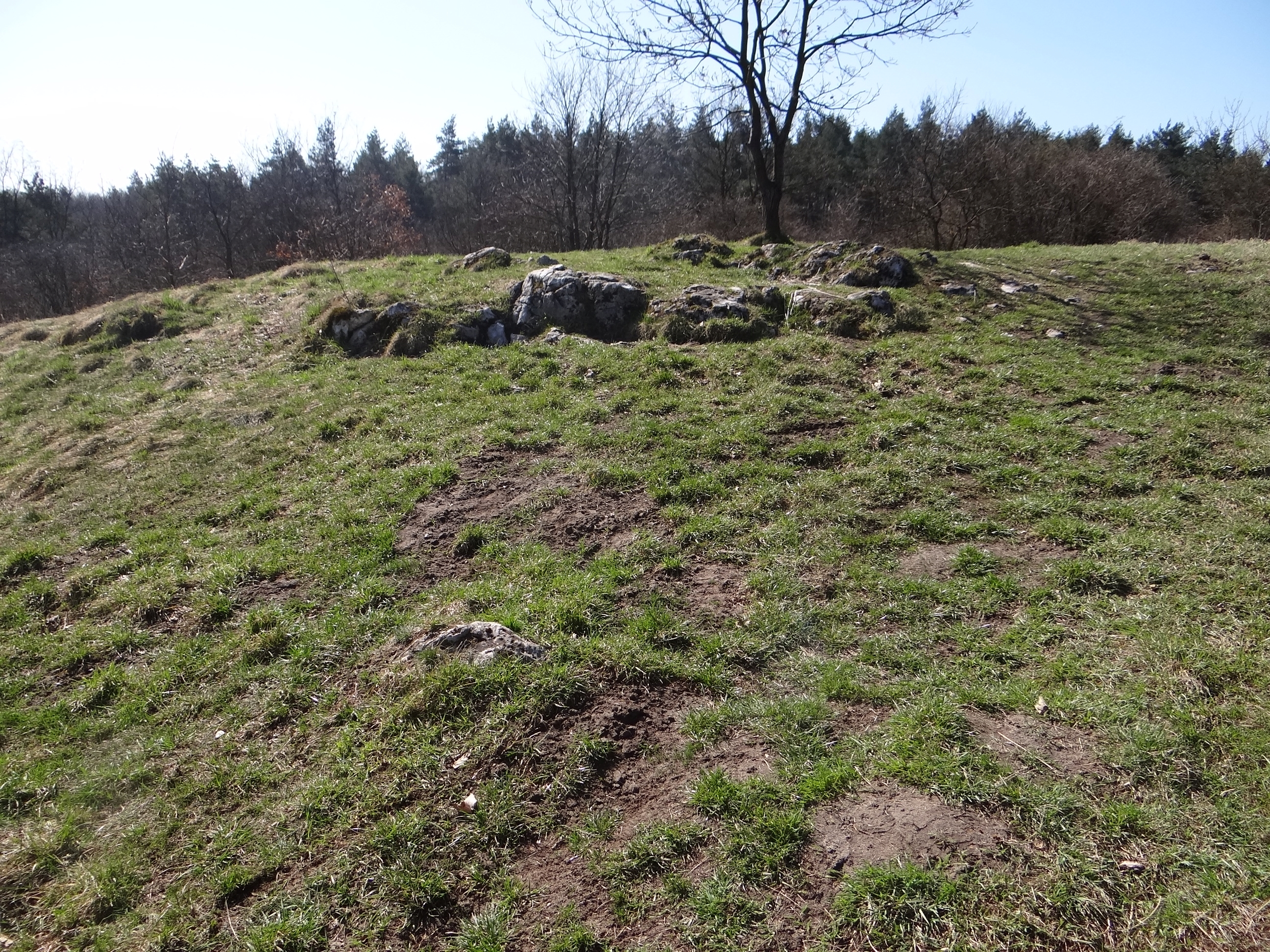
Dawne łąki na szczycie
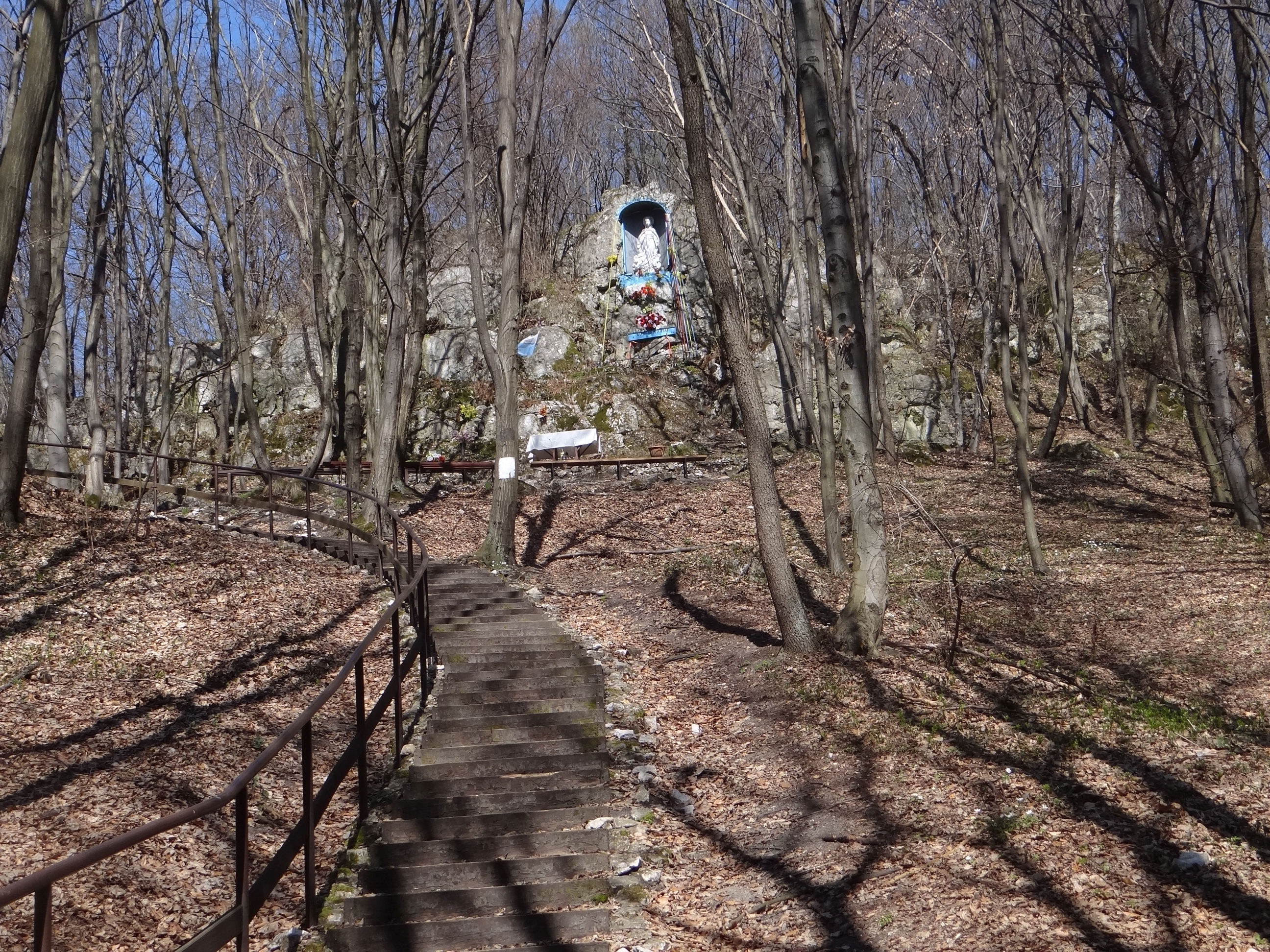
Miejsce kultu religijnego
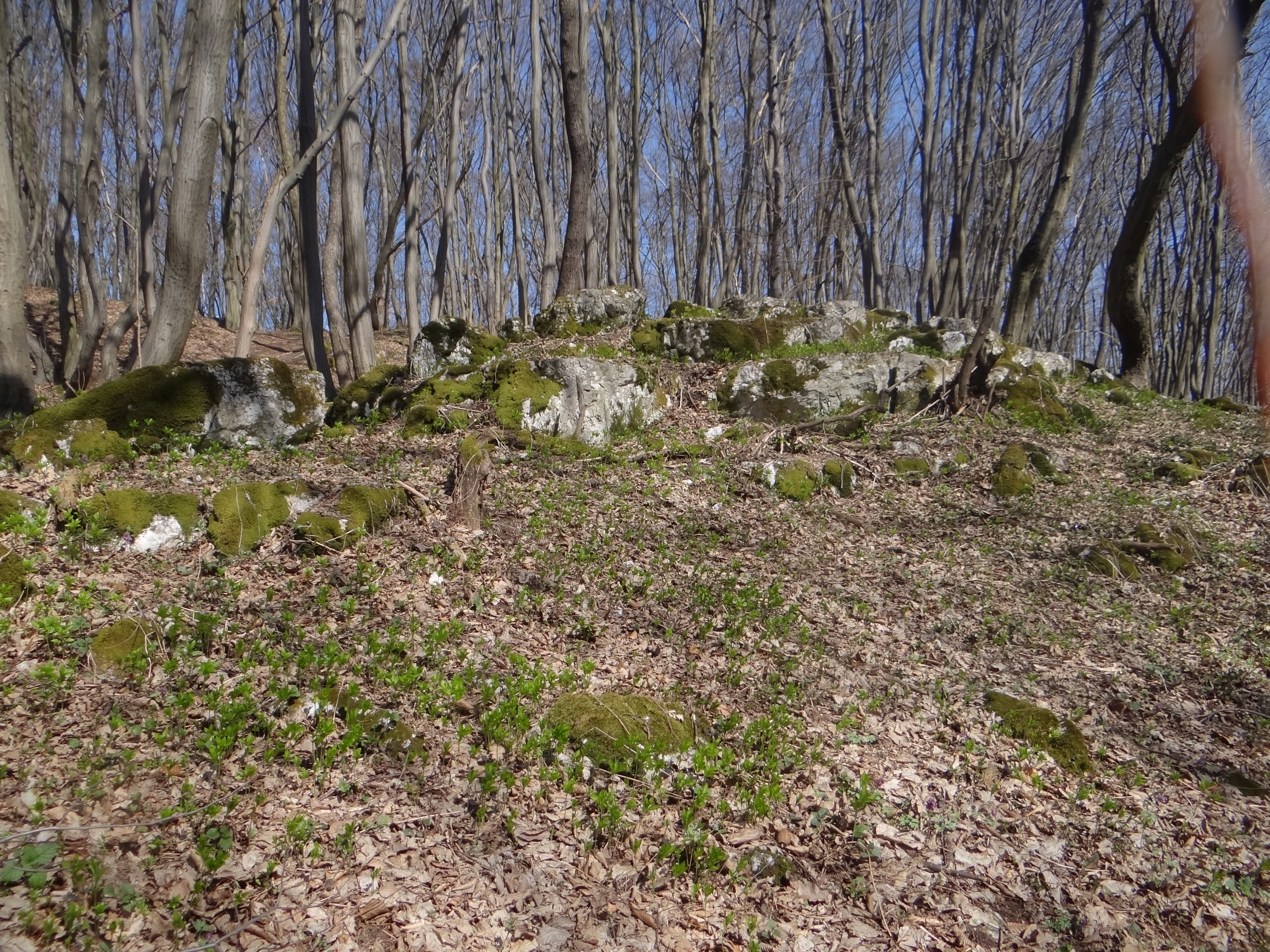
Fragment rezerwatu

Po północno-zachodniej stronie rezerwatu Skołczanka znajduje się podobny obszar chroniony, ale mający status użytku ekologicznego – Uroczysko Kowadza. Natomiast na północny wschód od rezerwatu utworzono użytek ekologiczny Dąbrowa.
Przez teren rezerwatu prowadzi znakowany szlak turystyczny:
 zielona pętla z Opactwa Benedyktynów przez Wielkanoc, Kowadzę, Dużą Kowodrzę, rezerwat Skołczanka, Ostrą Górę, Guminek, Stępnicę, Grodzisko, brzegiem Wisły i z powrotem do Opactwa Benedyktynów. Długość około 8 km. Szlak ten nazywany jest Ścieżką Siedmiu Wzgórz